# Mamia III Dadiani
Mamia III Dadiani fou mtavari de Mingrèlia del 1512 al 1532. Va succeir el seu pare Liparit II Dadiani. Va morir el 1532 i el va succeir el seu fill Levan I Dadiani. Un altre fill, Dathuli (Batul) Dadiani estava casat amb Thamar (que després es va casar amb Jordi III Dadiani de Mingrèlia) germana de la reina Rusudan i filla del Príncep Shirvashidze d'Abkhàzia.